# Agrostis brachiata
Agrostis brachiata é uma espécie de gramínea do gênero Agrostis, pertencente à família Poaceae.